# The Wonder Years
The Wonder Years és una sèrie de televisió estatunidenca creada per Carol Black i Neal Marlens.
Va estar sis temporades en antena, en la cadena estatunidenca de televisió ABC, de 1988 a 1993. TV Guide va nomenar al programa com un dels 20 millors de la dècada de 1980. Després de només sis episodis emesos, va guanyar un Emmy per millor sèrie de comèdia en 1988. A més, als 13 anys, Fred Savage es va convertir en l'actor més jove mai nominat com a Millor Actor Principal en una Sèrie de Comèdia. La sèrie també va ser guardonada amb un premi Peabody en 1989. En total, la sèrie va guanyar 22 premis i va ser nominada per a 54 més.
The Wonder Years presentava alguns dels problemes socials i esdeveniments històrics de 1968 a 1973, vists a través del personatge principal, Kevin "Kev" Arnold, qui també afrontava conflictes socials d'adolescents (principalment amb el seu millor amic Paul, i Winnie Cooper, de qui estava enamorat) problemes familiars i altres temes.
Mentre les històries es desenvolupaven, la sèrie era narrada per un Kevin adult (la veu del qual és la de Daniel Stern en la versió original i la d'Armando Carreras en castellà europeu) que descrivia el que anava passant i el que havia après de les seves experiències.
El tema musical de la sèrie va ser la versió de Joe Cocker de la cançó dels Beatles "With a Little Help from My Friends". La cançó va ser inclosa, juntament amb altres en la banda sonora del programa.

## Sèrie de televisió
1. ↑  «'Wonder Years' Pays Its Respects to '60s Suburbia» (en anglès), 08-04-1988. [Consulta: 15 maig 2020].